# Illinoia corylina
Illinoia corylina är en insektsart som först beskrevs av Davidson 1914.  Illinoia corylina ingår i släktet Illinoia och familjen långrörsbladlöss. Inga underarter finns listade i Catalogue of Life.